# Livia Vernazza
Livia Vernazza (Génova, 26 de enero de 1590-Florencia, 6 de agosto de 1655) era la esposa de Don Juan de Médici.
Aunque ya casada con Batista Granara desde 1605, conoció a Juan, hijo de Cosme I de Médici y hermano del Gran Duque de Toscana, en Venecia, donde él se había alistado como general de la Serenísima.
El 25 de agosto de 1619 la pareja dio a luz un hijo, Gianfrancesco María y se casaron inmediatamente después del nacimiento del niño, porque el primer marido de Livia había muerto el 19 de julio.
Tras la muerte de Juan (1621), el niño fue retirado por los Médici, que lo llevaron a Florencia. Se mantuvo como una mujer de  reputación dudosa lejos del palacio: primero en la Villa Le Macine, en Montughi, donde dio a luz a una segunda hija, Giovanna María Magdalena (6 de noviembre de 1621), quien murió veinte días más tarde. Los Médici hicieron anular el matrimonio con Juan, a fin de evitar cualquier reclamo dinástico. Gianfrancesco se convirtió en ilegítimo, pero la familia gran ducal le concedió un salario anual.
Tras la protesta de Livia fue encarcelada primero, luego fue encerrada en un convento donde pudo salir solo en 1639.
De vuelta en la villa Montughi, murió allí en 1655.